# Flygenhet 66
Flygenhet 66 var ett hemligt flygförband med uppgift att flyga Nato-agenter ut ur Sverige eller placera infiltratörer vid finska gränsen mot Sovjetunionen.
Den hemliga enheten byggdes upp under 1980-talet  i samarbete med Nato-medlemmarna Danmark och Norge. Tanken var att använda små civila flygplan för att vara diskreta, men verksamheten var indelad enligt militär struktur med chef, stabschef, flygchef, piloter och markpersonal och var organisatoriskt tillhörig Kontoret för särskild inhämtning (KSI). De flesta som tillhörde enheten var rutinerade fallskärmsjägare.
Flygenhet 66 hade ett tiotal civila flygplan, framförallt Cessna 182 och Cessna 206 samt helikoptrar. Dessa använde små flygfält röjda i skogen för start och landning, ofta i mörker och dålig sikt. Verksamheten var militär, men med säkerhetskydd av Säpo. Alla deltagare hade kodnamn och betalades kontant för att inte skapa några spår.
Stabschef för förbandet var Sven Hugosson (med kodnamn Jan Danielsson), dåvarande generalsekreterare för Kungliga svenska aeroklubben.
Den sista övningen hölls 1997 och verksamheten upphörde 1998.